# Daniel O’Reilly (Schauspieler)
Daniel O’Reilly (* in New Jersey) ist ein US-amerikanischer Theater - und Filmschauspieler, Filmproduzent sowie Lehrer.

## Leben
O’Reilly wurde im US-Bundesstaat New Jersey geboren. Von 2005 bis 2009 studierte er am Providence College die Fächer Biologie und Soziologie. Sein Studium schloss er mit dem Bachelor of Science ab. Anschließend besuchte er für ein Jahr die California State University, East Bay. Seit 2012 ist er als Lehrer am West Contra Costa Unified School District angestellt. Seit 2011 ist er außerdem Tutor an der Adam Wes Academics.
Ab 2012 begann er in erste Theatervorführungen zu spielen. Zwei Jahre zuvor debütierte O’Reilly in einer Episode der Fernsehserie Bad Sides. Weitere Serienrollen übernahm er 2012 in General Hospital, 2014 in Re-Casting Kyle oder 2019 in Goliath. 2019 stellte er im Abenteuerfilm The Adventures of Aladdin die Rolle des Antagonisten Wesir Maghreb dar. 2020 verkörperte er die Rolle des Scooter Vance in acht Episoden der Fernsehserie Rusty Camel. Seit demselben Jahr bis 2021 war er in der Fernsehserie Now That’s Sketch in verschiedenen Rollen zu sehen. Er wirkte in Spielfilmen wie D-Railed – Zugfahrt in die Hölle, Collision Earth – Game Over, Meteor Moon oder Airliner Sky Battle mit. 2022 übernahm er im Film Thor: God of Thunder die Rolle des Loki.

## Filmografie (Auswahl)

### Schauspiel
- 2010: Bad Sides (Fernsehserie, Episode 1x02)
- 2012: Sweet 16 (Kurzfilm)
- 2012: General Hospital (Fernsehserie, Episode 1x12713)
- 2014: Re-Casting Kyle (Fernsehserie, 2 Episoden)
- 2015: Celine
- 2017: Dead in Minutes Web Series (Kurzfilm)
- 2017: Vermin Town
- 2017: The Truth About Carl Jennings (Fernsehfilm)
- 2017: PSY: Dark Arts (Fernsehserie)
- 2017: Unto Us All
- 2018: D-Railed – Zugfahrt in die Hölle (D-Railed)
- 2018: Confessions (Kurzfilm)
- 2019: Angel of Mercy (Fernsehfilm)
- 2019: 100 Yards
- 2019: The Adventures of Aladdin (Adventures of Aladdin)
- 2019: Goliath (Fernsehserie, Episode 3x07)
- 2020: Collision Earth – Game Over (Collision Earth)
- 2020: Rusty Camel (Fernsehserie, 8 Episoden)
- 2020: Airliner Sky Battle
- 2020: Meteor Moon
- 2020: Small Gains (Kurzfilm)
- 2020: Liquid (Kurzfilm)
- 2020–2021: Now That’s Sketch (Fernsehserie, 21 Episoden, verschiedene Rollen)
- 2021: Quest for Quagmires (Miniserie, 13 Episoden, verschiedene Rollen)
- 2021: Secret Agent Dingledorf and His Trusty Dog Splat
- 2022: The Girl on the Mountain
- 2022: Into the Wild Frontier (Fernsehserie, Episode 1x07)
- 2022: Thor: God of Thunder

### Produktion
- 2017: Unto Us All
- 2020: Liquid (Kurzfilm)
- 2020–2021: Now That’s Sketch (Fernsehserie, 35 Episoden, verschiedene Rollen)
- 2021: Quest for Quagmires (Miniserie, 20 Episoden, verschiedene Rollen)